# Wolfbach (Limmat)
Der Wolfbach ist ein Bach in der Stadt Zürich, der früher die Altstadt durchquerend in die Limmat mündete.

## Geographie

### Verlauf
Der Wolfbach entspringt an dem östlich der Innenstadt gelegenen Adlisberg. Die Quelle liegt wenig nordwestlich der Kunsteisbahn Dolder an der Hottingerbergstrasse. Er fliesst offen durch das Wolfbachtobel, das auch Doldertal genannt wird. Hier nimmt er von rechts das Grütholzbächli auf, das Gebiete nördlich der Eisbahn entwässert. Beim Bungertweg mündet der Wolfbach in die Kanalisation. Heute wird das stetig anfallende, saubere Bachwasser des Wolfbachs ab Höhe Bungertweg in einem separaten Regenabwasserkanal zusammen mit dem Wasser des Klosbaches über die Carmen-, Klosbach-, Klein-, Mühlebach- und Falkenstrasse in den Zürichsee geleitet. Die Einleitstelle des Kanals in den Zürichsee befindet sich in der Verlängerung der Falkenstrasse.
Der Wolfbach ist Namensgeber für die Wolfbachstrasse, den Wolfbach Verlag, das Gesellenhaus Wolfbach und für das Schulhaus Wolfbach, an denen der Bach aber seit seiner Einleitung in den Regenabwasserkanal nicht mehr vorbeifliesst.

### Zuflüsse
- Grütholzbächli (rechts), 0,6 km
- Krähbühlbach (rechts), 0,1 km
- Klosbach (links)

## Geschichte

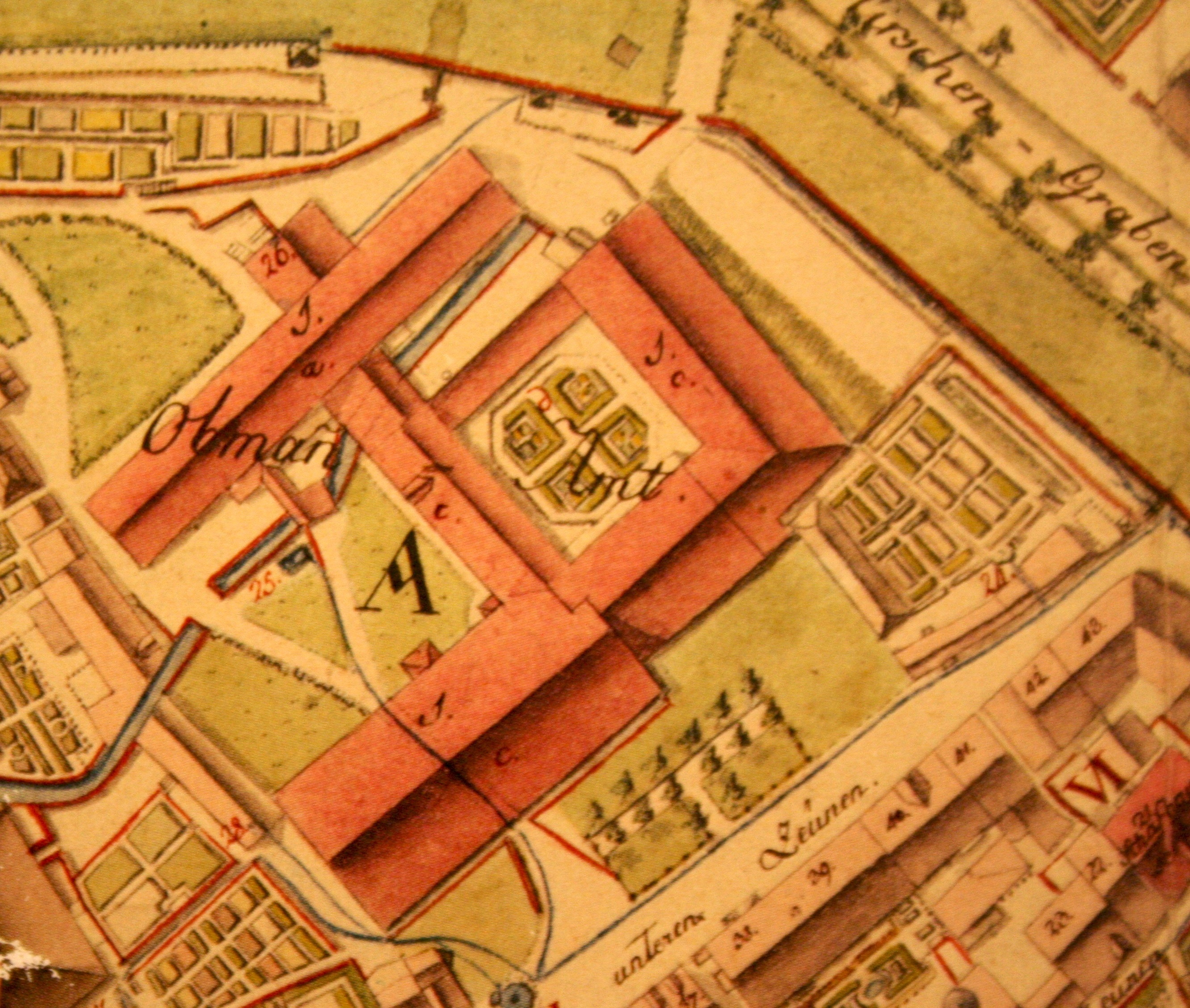
Der Wolfbach im Areal des Barfüsserklosters

Noch 1860 floss der Wolfbach über grosse Strecken als offener Bach entlang der heutigen Dolder-, Hottinger- und Wolfbachstrasse durch Hottingen in Richtung des nachmaligen Heimplatzes, wo er das Areal des Barfüsserklosters durchquerte.  Dann floss er über Rehgässlein und Synagogengasse weiter durch die rechtsufrige Altstadt, wo er bei der Rudolf-Brun-Brücke in die Limmat mündete.  1870 wurde er im unteren und mittleren Bereich, 1895 auch im Bereich der Bergstrasse eingedeckt. Dieser frühere Bachlauf, der Wolfbachkanal, besteht auch heute noch und ist einer der ältesten Kanäle der Stadt. Er leitet seit der Umleitung des Wolfbachs in den Zürichsee Ab- und Mischwasser zur Kläranlage. Nur bei Hochwasser wird er noch mit Bachwasser beschickt.
Mitte des 19. Jahrhunderts speiste der Wolfbach das Wolfbachbassin auf dem Gelände der Alten Kantonsschule (heutige Pädagogische Hochschule Zürich); dieses diente als Ausgleichs- und Klärbecken sowie für Löschzwecke und als Eisbahn, bis es 1882 der zweiten Turnhalle weichen musste. Statt dieses älteren Beckens existierte um 1900 unterhalb der Bergstrasse ein neueres Rückhaltebecken.
Im Rahmen eines Renaturierungsprojekts wurde 1990 der Bachlauf zwischen Bergstrasse und Bungertweg wiederhergestellt.